# Francisco Palladino
Francisco Ricardo Palladino Soba (Maldonado, 23 de enero de 1983) es un entrenador uruguayo. Actualmente es entrenador de Unión San Felipe de la Primera B de Chile.

## Trayectoria
Oriundo de Maldonado, se unió al equipo de su ciudad natal Deportivo Maldonado el año 2007. En septiembre de 2017, luego de la destitución de Nelson Abeijón, fue nombrado como entrenador interino del primer equipo en la Segunda División uruguaya; estuvo a cargo del equipo en el partido ante Miramar Misiones para luego retomar a su cargo en las divisiones inferiores.
El 6 de febrero de 2019, fue confirmado como entrenador del primer equipo para la campaña 2019. Logró el ascenso a la Primera división uruguaya en su primera temporada, luego de que El Depo regresara a la división de honor luego de 15 años.
El 8 de noviembre de 2022, luego de clasificar al Deportivo Maldonado a su primera clasificación continental, la Copa Libertadores 2023, se anunció su partida del club uruguayo, siendo nombrado como nuevo entrenador de Santiago Wanderers de la Primera B de Chile.

## Estadísticas como entrenador
| Equipo              | País    | Año       | PD  | PG | PE | PP | Rendimiento |
| ------------------- | ------- | --------- | --- | -- | -- | -- | ----------- |
| Deportivo Maldonado | Uruguay | 2017      | 1   | 0  | 1  | 0  | 33.33%      |
| Deportivo Maldonado | Uruguay | 2019-2022 | 127 | 48 | 36 | 43 | 47.25%      |
| Santiago Wanderers  | Chile   | 2023-2024 | 51  | 22 | 16 | 13 | 53.6%       |
| River Plate         | Uruguay | 2024      | 20  | 5  | 4  | 9  | 31.67%      |
| Unión San Felipe    | Chile   | 2025-Act. | 17  | 7  | 3  | 7  | 47.06%      |
| Total               | Total   | Total     | 216 | 84 | 60 | 72 | 48.15%      |